# Le Marteau des sorcières (bande dessinée)
Pour les articles homonymes, voir Le Marteau des sorcières.
Le Marteau des sorcières est une série de bande-dessinée. Le scénario est de Siro et les planches de Jean-Christophe Thibert. Cette série est éditée par Glénat.

## Synopsis
Le Malleus Maleficarum, Le Marteau des sorcières, écrit en 1486, sévit toujours, en Bohème au XVIIIe siècle, à Londres dans les crimes de Jack l'Éventreur, et enfin de nos jours.

## Albums

### Tome 1:Warul(2003)
En 1486, deux inquisiteurs dominicains allemands, Heinrich Kramer (alias Henri Institoris) et Jacques Sprenger, font paraître le Malleus Maleficarum, Le Marteau des sorcières, traité de démonologie, resté dans l'histoire comme l'ouvrage le plus terrifiant jamais publié.
Au XVIIIe siècle, Joseph Pitton de Tournefort, botaniste du roi de France, s'aventure en Bohème et retrouve un exemplaire du Malleus Maleficarum, ouvrage pourtant interdit depuis sa parution, dans les mains d'un prêtre illuminé qui prêche la chasse aux sorcières et aux démons.

### Tome 2:Man Aces Cemjk(2007)
En 1888, dans le Londres de l'Angleterre victorienne, survient le premier des cinq crimes de Jack the ripper : l'assassinat de Polly Nichols. Alors que l'enquête piétine, Logan Mercury, journaliste d'investigation, entrevoit des signes qui le mènent sur la piste d'un message codé. Il en fait part à deux savants de ses amis, Walter Woolcoat, éminent linguiste, et Devin Devries, qui a justement découvert un exemplaire du Malleus Malleficarum dans l'ancien appartement de Mercury. Le message qu'ils leur dévoile, « Man Aces Cemjk » est justement le titre d'un chapitre du Malleus Malleficarum.

## Une trilogie en deux tomes
Conçue à l'origine comme une trilogie, la série n'aura finalement que deux tomes. En effet, en juillet 2007, Siro a avoué « Il n'y aura pas de troisième tome. J.-C Thilbert a décidé d'inventer le concept de la trilogie en deux albums et annoncé, après la sortie du deuxième, qu'il arrêtait. Il s'était énormément investi, au-delà du raisonnable. Mon regret est de ne pas l'avoir su avant. J'aurais terminé le second d'une façon différente ».

## Liste des albums
- Le Marteau des sorcières, Glénat, coll. « La Loge noire » :

1. Warul, 2003  (ISBN 2-7234-3418-4)[1].
2. Man Aces Cemjk, 2007  (ISBN 978-2-7234-4328-9)[2].